# Бургулюкская культура
Бургулю́кская культура — археологическая культура позднего бронзового века (IX—III века до н. э.) в долине рек Ангрен и Чирчик (современный Узбекистан). Носители культуры были оседлыми земледельцами-скотоводами. Название было дано по месту первой находки в Ташкентском оазисе. 
Ранние памятники культуры В 1934 году он были обнаружены археологом Г. В. Григорьевым в нижних слоях городища Каунчитепа. Выделена А. И. Тереножкиным в 1940.

## Преемственность
На раннем этапе формирование Бургулюкской культуры (IX—VII вв. до н. э.) шло с участием населения Северной Ферганы (чустско-эйлатанский комплекс) и степи (потомков носителей андроновской культуры, культуры валиковой керамики, тазабагъябской культуры). Важную роль среди носителей культуры играли саки. Культура существовала в общем культурно-хронологическом комплексе с чустской культурой Ферганской долины.
На позднейшем этапе (VI–III вв. до н. э.) испытывала влияние позднесакской культуры Южного Казахстана (усуни) и культуры Северной Ферганы (Актамский могильник).
Бургулюкская культура сменилась каунчинской культурой (Чач), сопоставляемой обычно с населением государства Кангюй.
Анализ археологических материалов позволяет считать, что бургулюкская культура входила в единый ареал культур расписной лепной керамики конца эпохи бронзы и раннего железа, охватывавший территорию Бактрии, Согда, Ферганы и ряд других областей. Е. Е. Кузьмина указывала, что появление этой археологической культуры связано с переходом восточно-иранских пастушеских племён к новому хозяйственно-культурного типу в результате культурного заимствования.

## Характеристика
Жилища в поселениях бургулюкцев представляли собой овальные землянки. На позднем этапе появляются крепости (Канка). Носители культуры занимались земледелием и скотоводством. Основа хозяйства — осёдлое, возможно отгонное, скотоводство, земледелие в поймах рек. Предполагается существование небольших ирригационных систем. 
Орудия труда изготавливались из бронзы и камня. Обработка бронзы базировалась на местном сырье (Чаткало-Кураминский металлургический район).
Для Бургулюкской культуры характерны сфероконические сосуды с овальным сливом и горизонтальной налепной ручкой, сферические горшки, мелкие полусферические миски со светлым ангобом, изредка — с коричневой росписью.